# スチュアート・マナー駅
スチュアート・マナー駅（英: Stewart Manor）は、ニューヨーク州ガーデンシティにあるロングアイランド鉄道 (LIRR) の5つの駅のうちの1つである。この駅はスチュアート・アベニューのすぐ南、ニューハイドパーク・ロードの西にある。駅名に反して、この駅はスチュアート・マナー村の区域内にはない。その村落はわずか数ブロック西に離れたところにある。駅には広大で許可証を有していれば利用できる駐車場がある。

## 歴史
当初、この駅は1873年6月に「ハイドパーク」 ("Hyde Park") として建設され、ロング・アイランド・セントラル鉄道、または村落の創設者のアレクサンダー・ターニー・スチュアートが村を横断する交通機関を提供するために構想した通勤鉄道であるスチュアート・セントラル鉄道 ("Stewart's Central Railroad") の駅の1つとして使用された。その駅は1976年10月に閉鎖されたが、LIRRによって1878年6月に「ハイドパーク・セントラル」 ("Hyde Park Central") 駅として再開されたものの、結局1879年4月30日に廃止された。その駅は「スチュアート・マナー駅」 ("Stewart Manor Station") として1909年にもう一度再開し、「フット・サブウェイ」 ("foot subway") 、ニューハイドパーク・ロードの踏切門扉 (crossing gates) 、フローラル・パークとガーデンシティの間の手動閉塞信号機を操作する「SW信号扱所」 ("SW Cabin") のような特徴を含んでいた。「フット・サブウェイ」（マナー・ロードとプラザ・ロードの両方にあり、ルーズベルト・ストリートの東側で見ることができる）への入口はある時点で改築され、一般的な駅は2006年に改築された。待合室や駅舎の東側に利用可能な券売機がある。

## 駅構造
| 1 | ■ヘンプステッド支線 | ニューヨーク方面 （フローラル・パーク）     |
| 2 | ■ヘンプステッド支線 | ヘンプステッド方面 （ナッソー・ブルバード） |

この駅は高床の単式ホームを2面有し、どちらも有効長は10両である。1番線に隣接する北側のプラットホームは通常が西行きまたはニューヨーク市行き列車が使用する。2番線に隣接する南側のプラットホームは通常東行きまたはヘンプステッド行き列車が使用する。ヘンプステッド支線はこの場所では2線である。